# توشیکازو کاتو (زاده ۱۹۶۹)
توشیکازو کاتو (ژاپنی: 加藤 寿一؛ زادهٔ ۲۲ آوریل ۱۹۶۹) یک بازیکن فوتبال اهل ژاپن است.
از باشگاه‌هایی که در آن بازی کرده‌است می‌توان به باشگاه فوتبال سانفریس هیروشیما اشاره کرد.